# 875 Nymphe
875 Nymphe
875 Nymphe là một tiểu hành tinh ở vành đai chính, thuộc nhóm tiểu hành tinh Maria. Nó được Max Wolf phát hiện ngày 19.5.1917 ở Heidelberg và được đặt theo tên Nymphe, các nữ thần (sông, suối, cây cối) trong thần thoại Hy Lạp.